# Monzoni
I Monzoni (Munciogn in ladino) sono un sottogruppo montuoso del gruppo della Marmolada, nelle Dolomiti. Sorgono nella provincia di Trento, tra la val di Fassa a ovest, la valle di San Pellegrino a sud, la catena dell'Auta a est e la val San Nicolò a nord. Culminano nella punta della Vallaccia (2.641 metri).

## Descrizione
L'intero sistema montuoso presenta una forma ad arco che, partendo dall'estremità occidentale a nord, descrive un semicerchio verso sud arrivando fino all'estremità orientale del Passo delle Selle. A differenza degli altri gruppi fassani, composti da dolomia, è costituito principalmente da rocce eruttive intrusive e filoniane tipiche (ad esempio monzonite) e rocce metamorfiche di contatto, ricche di minerali.
Dai Monzoni scende il torrente denominato Rio dei Monzoni (Ruf di Munciogn ladino), che si congiunge nel Rio di S. Nicolò a 1526 m s.l.m.. Il rifugio Monzoni Torquato Taramelli e il vicino rifugio Vallaccia sono i principali punti di partenza per conoscere il massiccio alpino. Il Bivacco Donato Zeni si trova nel territorio della catena Monzoni-Vallaccia.  Tutto il crinale è attraversato dal sentiero alpinistico attrezzato dedicato allo scalatore B. Federspiel.